# Carl-Erik Asplund
Carl-Erik Asplund (Föllinge, 14 settembre 1923 – Föllinge, 8 gennaio 2024) è stato un pattinatore di velocità su ghiaccio svedese.

## Biografia
Vinse una medaglia di bronzo nei 10000 metri alle Olimpiadi del 1952. Nei 1500 metri arrivò quarto e nei 5000 metri sesto.
Asplund si specializzò nelle lunghe distanze e vinse medaglie nei 5000 e 10000 m ai campionati europei e mondiali. Non arrivò mai sul podio nella classifica generale; nel 1951 fu quarto ai campionati europei e sesto ai campionati mondiali. A livello nazionale vinse nove titoli svedesi: 1500 m (1951-1953), 3000 m (1951-1952), 5000 m (1951-1952) e 10.000 m (1951, 1953). Nel 1953 vinse il campionato nordico interrotto, dopo essere arrivato secondo nel 1951.
Morì l'8 gennaio 2024 all'età di 100 anni.

## Palmarès

### Olimpiadi invernali
- Bronzo a Oslo 1952 nei 10 000 metri.